# Ramon Masferrer i Arquimbau

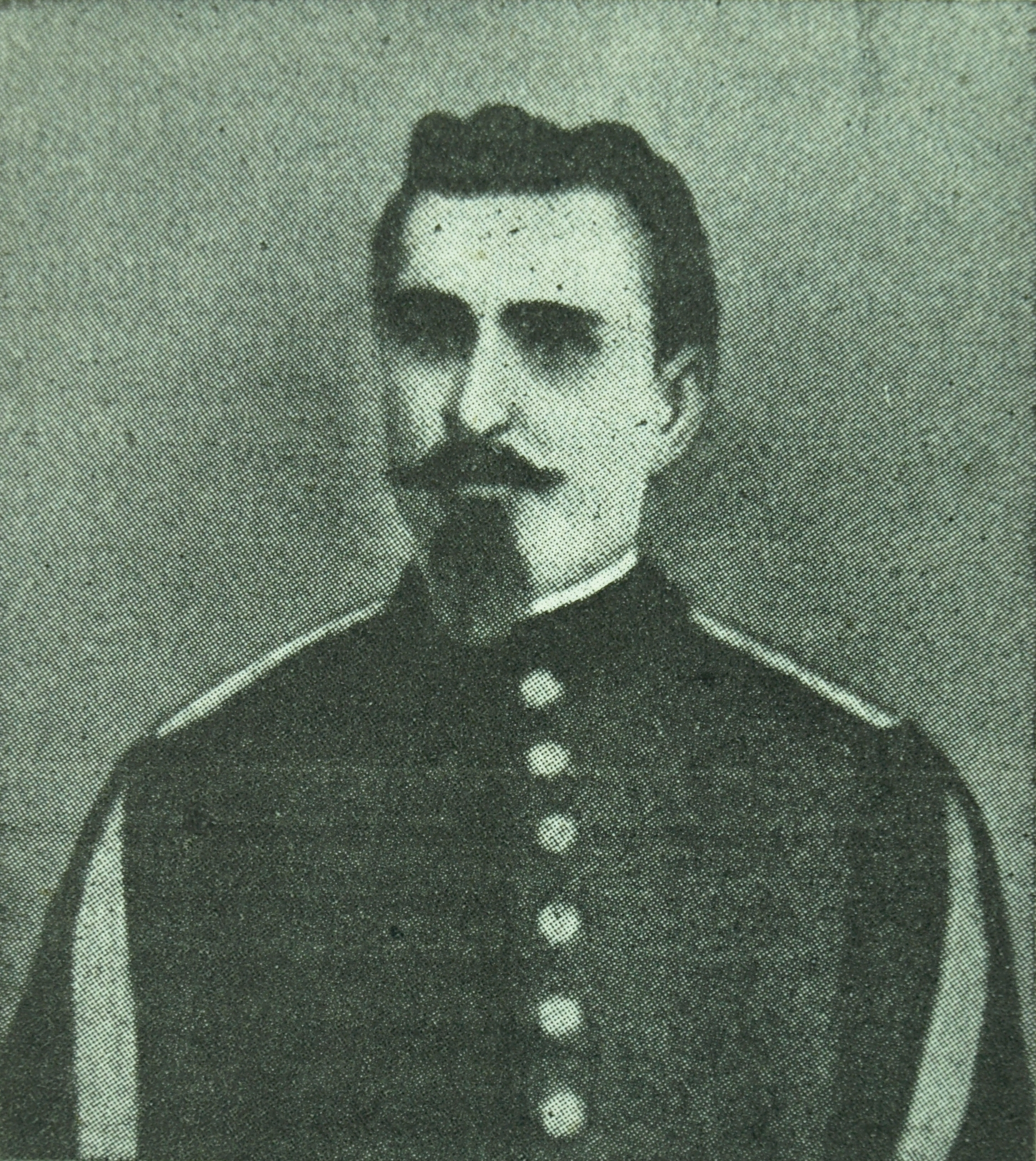
Ramon Masferrer i Arquimbau.

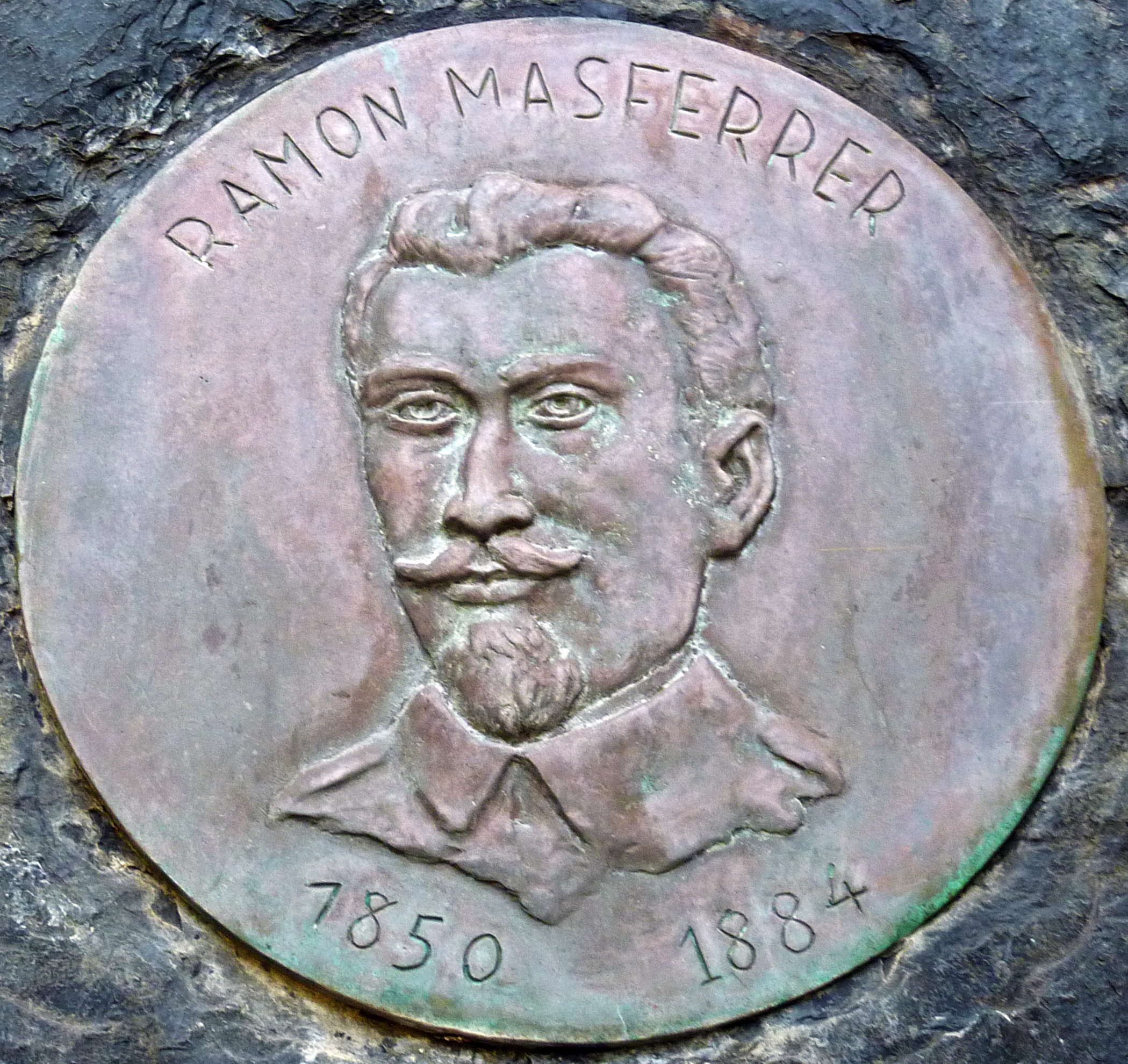
Medalhão dedicado a Ramón Masferrer na Fuente de Los Sabios do Jardín Botánico Viera y Clavijo na Gran Canária.

Ramon Masferrer de Puigsec i Arquimbau (Vic, Osona, 15 de Maio de 1850 — Cotabato, Filipinas, 5 de Abril de 1884) foi um médico militar catalão e botânico que se notabilizou como botânico, publicando trabalhos pioneiros sobre a flora da região de Osona (Catalunha), das Canárias e das Filipinas. Faleceu com apenas 34 anos de idade, vítima de uma epidemia de cólera quando trabalhava como médico no Hospital de Cotabato, em Mindanao (Filipinas).

## Biografia
Ramon Masferrer i Arquimbau nasceu em Vic, comarca de Osona, na Catalunha, o terceiro de quatro irmãos, todos com grande propensão para o trabalho intelectual: o seu irmão Josep seria doutor em Teologia e professor no Seminário de Vic; Francesc d’Assís dedicou-se à Filosofia; e Francesc de Paula destacou-se no estudo do Direito e na política. A família estava ligada aos principais círculos intelectuais e políticos da região.
Ramon fez os seus primeiros estudos no Seminário de Vic, onde também concluiu o ensino secundário, ingressando de seguida na Universidade de Barcelona (Universitat de Barcelona) onde cursou Medicina e Ciências Naturais, concluindo ambos os cursos. Naquela Universidade foi discípulo de Antoni Cebrià Costa i Cuxart, catedrático de Botânica, interessando-se sobremaneira pela disciplina o que o levou a integrar a geração de botânicos que renovou os estudos botânicos catalões dos finais do século XIX. 
Acabados os estudos universitários, enveredou pela carreira militar, ingressando como médico no Corpo Sanitário do Exército Espanhol, onde alcançou o posto de médico de primeira.
A sua primeira colocação como militar foi em Vic, mas em seguida foi transferido para Tenerife, nas ilhas Canárias, onde viveu dois anos. Depois de regressar a Vic, em 1883, a seu pedido, foi transferido para as Filipinas, atraído pela possibilidade de explorar a vegetação então desconhecido do arquipélago e também para melhorar a sua situação na hierarquia militar.
Colocado como médico militar no Hospital de Cotabato, em Mindanao, foi vítima da epidemia de cólera que al grassou no ano de 1884, falecendo com apenas 34 anos de idade.
Ainda estudante na Universidade de Barcelona iniciou colaboração com o Esbart de Vic e com o Cercle Literari, movimentos de renovação cultural da sua região natal. Nesta fase publicou Recuerdos botánicos de Vich e Estudio de la flora de la Plana de Vich, iniciando a constituição de um herbário da vegetação catalã que ofereceria mais tarde ao Cercle Literari.
Escritor e bom poeta, colaborou com a Revista Contemporánea y Progreso médico de Madrid, a Revista de Canarias e a La Oceania Española de Manila. Colaborou também com o Diario de Vich, a Revista Hortícola, La Crónica Científica e a Gazeta Mèdica Catalana. Muitos dos seus estudos florísticos foram publicados nos Anales de la Sociedad Española de Història Natural, onde saiu a sua nota necrológica, escrita por Estanislau Vayreda.

## Obra botânica
Confessava ser um «botânico vocacional» e a sua actividade como investigador da flora, que exercia para além da sua profissão como médico militar, caracterizou-se por uma grande capacidade de trabalho que o levou a desenvolver uma intensa actividade científica.
Em 1877 publicou nos Anales de la Sociedad Española de Historia Natural as obras "Recuerdos botánicos de Vich : Apuntes para el estudio de la comarca de Cataluña, llamada Plana de Vich". No prólogo deste trabalho Masferrer indicava que os materiais que lhe serviam de base eram insuficientes, uma vez que devido à sua profissão e as mudanças que comportava não tinha sido possível a colecta de dados em períodos diferentes e a que fora feita nem sempre ocorrera nas condições que teria gostado. No entanto, considerava que valia a pena apresentar o trabalho feito até então, na esperança de que a sua publicação fosse o núcleo de trabalhos futuros mais desenvolvidos.
O trabalho começa com uma seção introdutória com observações interessantes sobre as condições geográficas, geológicas e climáticas da região estudada. Também fez um panorama da flora da planície, comparando-a com outros municípios vizinhos. O catálogo contém 620 espécies, das quais 180 eram plantas cultivadas. O autor assinalou cada espécie como rara ou comum, mas não menciona a localidade onde fez cada recolha ou observação, o diminui a utilidade do trabalho. Apesar dessas limitações, o trabalho representa um importante avanço no conhecimento florístico da Catalunha, sendo esta flora da planície de Vic a primeira monografia florística elaborada com rigor para a comarca de Osona.
A estada de Masferrer nas ilhas Canárias foi o seu primeiro contacto com uma realidade botânica muito diversa e em boa parte desconhecida. Iniciou de imediato uma estrita colaboração com o pessoal do Jardim de Aclimatação da Orotava, em Tenerife, partilhando os resultados dos seus estudos e investigações. Fruto deste interesse foram publicados diversos trabalhos nos quais ressalta a singularidade florística do arquipélago canário.
Nesta fase, o trabalho mais ambicioso de Masferrer foi a obra "Recuerdos botánicos de Tenerife o sea Datos para el estudio de la Flora Canaria", publicado em 1880. Naquela obra, ao contrário do que fizera para a flora da planície de Vic, além de incluir as plantas por si recolhidas, inclui também os dados publicados por outros autores, transformando a obra num verdadeiro compêndio da flora das Canárias. Nela inclui também importantes referências às plantas dos restantes arquipélagos da Macaronésia, com interessantes referências à flora da Madeira, Açores e Cabo Verde, o que deu àquela publicação um carácter de obra de referência para os arquipélagos atlânticos. A obra, porém, ficou incompleta, sendo publicados três fascículos com um total de 246 páginas, já que a transferência para as filipinas e a morte prematura, impediram que o quarto fascículo, já parcialmente preparado, fosse publicado.
Para além desta importante obra sobre a flora das Canárias, Masferrer escreveu diversas monografias sobre a vegetação daquelas ilhas, com destaque para uma detalhada descrição da flora do Teide e um trabalho muito documentado e de grande erudição científica sobre ou loureiros canários.
Masferrer manteve estreita colaboração com os botânicos que ao tempo colaboravam com o Jardim de Aclimatação da Orotava, incluindo alguns dos mais prestigiados botânicos europeus daquela época. Merece destaque a colaboração mantida através daquela instituição com o botânico alemão Wilhelm Hillebrand, que ao descobrir uma nova espécie vegetal endémica das ilhas Canárias lhe atribui o binome de Sempervivum masferreri, um epíteto específico criado em homenagem a Masferrer.

## Publicações
Entre outras publicações, é autor das seguintes obras:
- "Miscelánea científica popular. Articulo 1º. Que trata del objeto y plan de estas revistas científico-populares y algunas noticias sobre los cometas". Diario de Vich. Núm. 49 (1877), p. 405-407.
- "Miscelánea científica popular. Articulo 2º. En el que se prosigue el asunto en el anterior empezado sobre los cometas, dando a conocer algunas teorías sobre la constitución o naturaleza de los mismos y se termina anunciando el objeto de la próxima revista". Diario de Vich. Núm. 64 (1877), p. 528-530.
- "Recuerdos botánicos de Vich; o sea, Apuntes para el estudio de la Flora de la comarca de Cataluña llamada Plana de Vich". Anales de la Sociedad Española de Historia Natural. Tom VI (1877), p. 359-398.
- "Suscinta noticia de una excursión al pico de Teyde". Anales de la Sociedad Española de Historia Natural. Tom VIII (1879), p. 27-34.
- "Recuerdos botánicos de Tenerife; o sea datos para el estudio de la flora canaria". Anales de la Sociedad Española de Historia Natural. Tom IX (1880), p. 309-370; tom X (1881), p. 139-230, i tom XI (1882), p. 307-398.
- "Noticia histórica y descriptiva del Jardín Botánico de la Orotava, con un proyecto de reforma". Santa Cruz de Tenerife: Imprenta de Francisco C.H., 1881.
- "Descripción de la flor y del fruto del Lotus Berthelotti (Peliorhincus berthelotti)". Anales de la Sociedad Española de Historia Natural. Tom X (1881), p. 429-432.
- Gabinete científico de Santa Cruz de Tenerife. Noticia histórica y descripción del Jardín botánico de la Orotava con un proyecto de su reforma. Primera parte. Santa Cruz de Tenerife, 1881.
- Catálogo razonado de la flora de Tenerife y notas sobre la flora de todo el Archipiélago canario, Madera y demás islas de aquella región botánica. [sem data.]
- "El Jardín Botánico de la Orotava". Crónica Científica. Núm 112 (1882), p. 361-369; núm. 113 (1882), p. 392-399; núm. 114 (1882), p. 414-417; núm. 115 (1882), p. 335-342; núm. 116 (1882), p. 460-467, i núm. 117 (1882), p. 491-497.
- "Los laureles de las islas Canarias". Crónica Científica (1882).
- "Segundo ramillete de plantas Canarias. Ortigas, Ortigones y yerbas ratoneras". Crónica Científica. Núm. 133 (1883), p. 268-274; núm. 134 (1883), p. 293-298; núm. 135 (1883), p. 318-324; núm. 136 (1883), p. 345-348; núm. 137 (1883), p. 364-367, i núm. 139 (1883), p. 407-413.
- "Plantas espontáneas de los alrededores de Caldetas". Crónica Científica. Núm, 147 (1884), p. 17-19.